# Luger P08
La pistola parabellum (en alemany, Parabellum-Pistole) o pistola 08 (en alemany, Pistole 08, P.08), popularment coneguda com a Luger, és una pistola semiautomàtica accionada per reculada. El disseny va ser patentat per l'austríac Georg J. Luger (1849–1923) el 1898, i va ser produït per la fàbrica alemanya d'armes Deutsche Waffen und Munitionsfabriken (DWM) a Berlín, a partir de l'any 1900. És una evolució del model dissenyat per l'alemany Hugo Borchardt (1844-1924) el 1893, conegut com a Borchardt C-93 o Pistole C-93.
La Luger és coneguda perquè va ser utilitzada per les forces armades alemanyes durant la Primera i Segona Guerra Mundial, així com durant la República de Weimar i per la policia d'Alemanya de l'Est. Encara que els primers models de la Luger van ser fabricats en calibre 7,65 x 21 Parabellum, més endavant es va desenvolupar el conegut cartutx 9 x 19 Parabellum per a aquesta pistola.

## El nom
El nom Parabellum prové de la màxima llatina Si vis pacem, para bellum ("Si vols la pau, prepara la guerra"), que era el distintiu de la fàbrica alemanya d'armes Deutsche Waffen und Munitionsfabriken (DWM).

## Disseny
La Luger va ser construïda segons estàndards precisos i té una llarga vida útil. El dissenyador de pistoles i empresari estatunidenc William "Bill" Ruger (1916-2002), lloava l'angle de 145° (55° als EUA) de l'empunyadura de la Luger i el va imitar en la seva pistola de calibre .22 LR.

## Operació
La Luger empra una corredissa interna, operada mitjançant un braç articulat, al contrari de la corredissa externa comuna a gairebé totes les altres pistoles semiautomàtiques. El mecanisme funciona de la següent manera: després de disparar un cartutx, el forrellat i el canó (ambdós units en aquest instant) van cap enrere gràcies al retrocés. Al moure només uns 13 mm, el forrellat copeja un ressalt de la carcassa, fent que l'articulació comenci a doblegar-se i que el forrellat es desacobli de la recambra. En aquest punt el canó acaba el seu recorregut impactant en l'armadura, però el forrellat i la recambra continuen movent-se, fent que l'articulació es dobli momentàniament, extraient i expulsant el cartutx, que surt disparat. El forrellat i la recambra inicien el seu recorregut cap endavant sota la tensió de la molla recuperadora i un nou cartutx és inserit en la recambra des del carregador. El procés complet ocorre en tan sols una fracció de segon.
Durant la Primera Guerra Mundial, en observar que els subfusells eren efectius en la guerra de trinxeres, es van fer experiments per convertir diversos tipus de pistoles semiautomàtiques en pistoles automàtiques (Reihenfeuerpistolen, literalment pistoles de tir continu en alemany), però al contrari de la Mauser C-96, que va ser transformada en Reihenfeuerpistole en grans quantitats, la Luger va demostrar tenir una cadència excessiva quan disparava en manera automàtica.

## Servei
La P08 va ser l'arma auxiliar per al personal de l'Exèrcit alemany en les dues guerres mundials, encara que va començar a ser reemplaçada per la Walther P38 a partir de 1940. El 1930, la Mauser s'encarregarà de fabricar la P08 (fins a 1943). L'exèrcit suís va avaluar la pistola Luger calibre 7,65 Parabellum (30 Luger en els Estats Units), i la va adoptar com a arma auxiliar el 1900 amb la denominació de Ordonnanzpistole 00 o OP 00.
La pistola Luger calibrada per al cartutx 9 x 19 Parabellum va ser acceptada per la Marina alemanya el 1904 i per l'exèrcit alemany el 1908 (amb la denominació  Pistole 08 ), reemplaçant l'antiquat Reichsrevolver. La Lange Pistole 08 o Luger d'Artilleria tenia un canó més llarg i un culatí de fusta, de vegades s'utilitzava amb un tambor de 32 cartutxos (Trommelmagazin 08).
Els Estats Units van avaluar diverses pistoles semiautomàtiques a la fi del segle xix i inicis del segle xx, incloent-hi la Colt M1900, la Steyr-Mannlicher M1894 i la Mauser C-96. El 1900, els Estats Units van comprar 1000 pistoles Luger calibre 7,65 x 21 Parabellum per a proves de camp. Posteriorment, un petit nombre d'aquestes van ser recalibrades a l'aleshores nou i més potent cartutx 9 x 19 Parabellum. Les experiències de combat amb revòlvers calibre 38 a les Filipines i una sèrie de proves balístiques, van determinar la necessitat de pistoles amb cartutxos de major calibre.
El 1906, l'Exèrcit nord-americà va organitzar proves per triar una pistola semiautomàtica de gran calibre. Després de les proves inicials, es va sol·licitar a la DWM, la Savage i la Colt que subministressin més exemplars per a la seva posterior avaluació. La DWM es va retirar del concurs per raons que encara són motiu de debat, tot i que l'Exèrcit va sol·licitar 200 exemplars més.

## Interès actual
Encara que obsoleta en diversos aspectes, la Luger és encara cercada per col·leccionistes tant pel seu estilitzat disseny com per la seva connexió amb l'Alemanya imperial i l'Alemanya nazi. La producció limitada de la P08 va ser represa pel seu productor original, quan un cert nombre de Mauser es va recondicionar per celebrar el centenari de la pistola el 1999. Més recentment, Krieghoff va anunciar la continuació de la seva línia Parabellum Model 08 amb 200 exemplars al preu de 15.950 US $ cadascuna. La Luger era un record molt apreciat pels soldats aliats durant les dues guerres mundials que se'n van endur milers a casa i encara continuen circulant avui al mercat d'armes de col·lecció.